# Shimmer Tag Team Championship
Le Shimmer Tag Team Championship est un championnat de catch par équipe de la Shimmer Women Athletes, une fédération de catch féminin.

## Historique du titre
La fédération créé cette ceinture le 19 octobre 2008 et contrairement au championnat de la Shimmer où la première championne remporte un tournoi, la Shimmer décide de le mettre en jeu dans un Gauntlet match par équipe, une variante de match à handicap où deux équipes commencent le but étant d'éliminer ses adversaires par tombé ou soumission et après chaque élimination une nouvelle équipe arrive. Ashley Lane et Nevaeh (en) en sortent vainqueur. Le 1er novembre, Lane et Nevaeh défendent leur titre dans une autre fédération pour la première fois à l'Insanity Pro Wrestling en Indiana. Le 18 mars 2012, Sara Del Rey devient la première catcheuse à avoir remporté les deux ceintures en devenant championne par équipe avec Courtney Rush et le 7 juillet Nicole Matthews et Portia Perez sont les premières double championne par équipe (c'est aussi la première fois que le titre change de main dans une fédération partenaire de la SHIMMER),. Elles perdent ce titre le 14 avril 2013 face à Kellie Skater (en) et Tomoka Nakagawa (en) qui établissent le record du plus long règne en détenant ce titre pendant 727 jours.

## Liste des championnes
| #  | Championnes                                | Fois | Date             | Durée                     | Lieu              | Notes |
| -- | ------------------------------------------ | ---- | ---------------- | ------------------------- | ----------------- | --- |
| 1  | Ashley Lane et Nevaeh (en)                 | 1    | 19 octobre 2008  | 6 mois et 14 jours        | Berwyn (Illinois) | Remportent un Gauntlet match. |
| 2  | Nicole Matthews et Portia Perez            | 1    | 3 mai 2009       | 1 an, 10 mois et 23 jours | Berwyn (Illinois) | Au cours de SHIMMER Volume 26. |
| 3  | Hiroyo Matsumoto (en) et Misaki Ohata (en) | 1    | 26 mars 2011     | 1 jour                    | Berwyn (Illinois) | Deviennent les premières japonaises à remporter ce titre au cours de SHIMMER Volume 37 et ont le règne le plus court.                      |
| 4  | Daizee Haze et Tomoka Nakagawa (en)        | 1    | 27 mars 2011     | 6 mois et 4 jours         | Berwyn (Illinois) | Au cours de SHIMMER Volume 40. |
| 5  | Ayako Hamada et Ayumi Kurihara             | 1    | 1er octobre 2011 | 5 mois et 17 jours        | Berwyn (Illinois) | Au cours de SHIMMER Volume 41. |
| 6  | Sara Del Rey et Courtney Rush              | 1    | 18 mars 2012     | 3 mois et 19 jours        | Berwyn (Illinois) | Remportent un match à quatre équipe à élimination durant SHIMMER Volume 48.                                                                |
| 7  | Nicole Matthews et Portia Perez            | 2    | 7 juillet 2012   | 9 mois et 7 jours         | Montreal (Quebec) | Première fois que le titre change de main dans une autre fédération (la Northern Championship Wrestling) au cours de NCW Femmes Fatales IX |
| 8  | Kellie Skater (en) et Tomoka Nakagawa (en) | 1    | 14 avril 2013    | 1 an, 11 mois et 28 jours | Berwyn (Illinois) | Remportent un match sans disqualification au cours de SHIMMER Volume 57.                                                                   |
| 9  | Cherry Bomb et Kimber Lee                  | 1    | 11 avril 2015    | 1 an, 2 mois et 15 jours  | Berwyn (Illinois) | Au cours de SHIMMER Volume 72. |
| 10 | Evie (en) et Heidi Lovelace                | 1    | 26 juin 2016     | 4 mois et 18 jours        | Berwyn (Illinois) | Au cours de SHIMMER Volume 84. |
| 11 | Tessa Blanchard et Vanessa Kraven (en)     | 1    | 13 novembre 2016 | 11 mois et 29 jours       | Berwyn (Illinois) | Au cours de SHIMMER Volume 89 |
| 12 | Leva Bates (en) et Delilah Doom            | 1    | 11 novembre 2017 | 11 mois et 10 jours       | Berwyn (Illinois) | Au cours de SHIMMER Volume 97 |
| 13 | Cheerleader Melissa et Mercedes Martinez   | 1    | 21 octobre 2018  | 1 an et 12 jours          | Berwyn (Illinois) | Au cours de SHIMMER Volume 107. |
| 14 | Ashley Vox et Delmi Exo                    | 1    | 2 novembre 2019  | 5 ans, 4 mois et 12 jours | Berwyn (Illinois) | Au cours de SHIMMER Volume 115 |